# Zeche Caroline (Bochum)
Die Zeche Caroline ist ein ehemaliges Steinkohlenbergwerk in Bochum-Kornharpen. Das Bergwerk war, mit einigen kurzen Unterbrechungen, fast 70 Jahre in Betrieb. Der Name „Caroline“ leitet sich vermutlich von Friederika Caroline Amalie Müser ab, der Ehefrau von Friedrich Wilhelm Müser (Begründer der Harpener Bergbau AG) und Mutter des späteren Generaldirektors Robert Müser.

## Geschichte

### Die Anfänge
1856 war der Teufbeginn des Schachtes Caroline 1. Dieser lag in der Berechtsame Vollmond, östlich der heutigen Kornhapener Straße zwischen den Eisenbahnen und 500 Meter östlich der Schachtanlage Prinz Eugen. 1857 wurde bei einer seigeren Teufe von  44 Metern (+67 m NN) das Karbon erreicht. Im Februar 1859 wurden die Teufarbeiten bei 56 Metern wegen fehlender Geldmittel gestundet. Am 6. April 1870 wurde das Feld Caroline von der Berechtsame Vollmond abgetrennt und an die Harpener Bergbau-AG verkauft. Das Ausrichten des Feldes erfolgte über die Zeche Prinz von Preußen. 1871 wurden die Teufarbeiten im Schacht Caroline 1 weiter fortgesetzt und bei 83 Meter die 1. Sohle angesetzt. 1872 wurde bei einer Teufe von 148 Metern die 2. Sohle angesetzt, im gleichen Jahr wurde mit dem Abbau begonnen.

### Die weiteren Jahre
Im Jahr 1873 wurde mit der Förderung im Schacht Caroline 1 begonnen. Außerdem wurde die Kokerei in Betrieb genommen. Im Jahr 1874 wurde ein großer Feldesteil der Zeche Prinz von Preußen übernommen. Im Jahr darauf wurde der Schacht Caroline 1 tiefer geteuft und im Jahr 1876 wurde bei einer Teufe von 206 Metern (−93 m NN) die 3. Sohle angesetzt. Im Jahr 1878 erfolgte auf der 3. Sohle der Durchschlag mit der Zeche Prinz von Preußen. Am 6. Juli 1881 ereignete sich über Tage ein Brand, bei dem die Kohlenwäsche und das Fördergerüst in Mitleidenschaft gezogen wurden. Durch die Folgen des Brandes kam es zu einer dreimonatigen Betriebseinstellung. 1882 wurde ein eisernes Fördergerüst aufgestellt und der Schacht erneut tiefer geteuft. Im Jahr 1883 wurde bei 266 Meter (−150 m NN) die 4. Sohle und 1885 bei 351 Meter (−235 m NN) die 5. Sohle angesetzt. Im Jahr 1892 umfasst das Baufeld die Felder Harpen, Neumond und Sirius, außerdem Feldesteile von Prinz von Preußen, Vollmond, Klothkamp und Caroline. Im Jahr 1894 erfolgt der Durchschlag mit dem Wetterschacht der Zeche Prinz von Preußen, über diesen Schacht wurden auch die Abwetter der Zeche Caroline abgewettert.
Im Jahr 1897 wurde über Tage die Waschkaue umgebaut. Anstelle des bis dahin verwendeten Mannschaftsbassins, wurde eine entsprechende Anzahl an Duschen installiert. Das Bergwerk gehörte zu dieser Zeit zum Bergrevier Süd-Bochum. Im Jahr 1901 wurde neben Schacht 1 mit dem Abteufen von Schacht 2 begonnen. Dieser erreichte 1903 die 5. Sohle, 1904 bei einer Teufe von 463 Metern (−352 m NN) die 6. Sohle und die Bergeförderung wurde in Betrieb genommen. Die Schächte 1 und 2 wurden für die Bewetterung, die Seilfahrt und die Schachtförderung genutzt. Im Jahr 1905 wurde eine Betriebsgemeinschaft mit der Zeche Prinz von Preußen geschlossen, die Kohlenförderung erfolgte über Schacht 2. Im darauffolgenden Jahr wurde die Kohlenaufbereitung der Zeche Prinz von Preußen übernommen. Im Jahr 1907 wurde Schacht 1 für beide Schachtanlagen als Wetterschacht eingesetzt. Am 1. April 1910 wurde eine Brikettfabrik in Betrieb genommen, die zur Jahresmitte 1915 wieder stillgelegt wurde.

### Die letzten Jahre
Im Jahr 1921 wurde die Zeche Prinz von Preußen übernommen. Der Schacht Oeynhausen reichte bei einer Teufe von 463 Metern bis zur 6. Sohle, der Wetterschacht bei einer Teufe von 152 Metern bis zur 2. Sohle. 1924 wurde die Brikettfabrik wieder in Betrieb genommen. Am 1. Juli 1927 wurde die Förderung auf Caroline eingestellt, die Seilfahrt, die Förderung und der Tagesbetrieb erfolgten über den Standort Prinz von Preußen. Am 26. März 1926 wurde die Kokerei stillgelegt. Im September 1927 wurde die Brikettfabrik erneut stillgelegt. 1929 erfolgte der Durchschlag mit der Zeche Heinrich Gustav und am 1. Juli desselben Jahres konsolidierte die Zeche Caroline in die Großzeche Robert Müser.

## Förderung und Belegschaft

Alte Postkartenansicht von 1910

Auf der Zeche wurden Fettkohlen abgebaut. Die ersten Förder- und Belegschaftszahlen stammen aus dem Jahr 1872, es wurden mit 260 Bergleuten rund 49.000 Tonnen Steinkohle gefördert. Im Jahr 1875 wurden mit 460 Bergleuten 109.340 Tonnen Steinkohle gefördert. Im Jahr 1880 wurden mit 304 Bergleuten 118.264 Tonnen gefördert. 1885 stiegen die Förderung und Belegschaftszahlen erneut an, es wurden mit 624 Bergleuten 149.990 Tonnen gefördert. Im Jahr 1900 nochmaliger Anstieg, mit 819 Mitarbeitern wurden 153.503 Tonnen Steinkohle gefördert. 1905 wurden mit 923 Bergleuten 167.491 Tonnen gefördert. Im Jahr 1910 wurden mit 956 Bergleuten 220.774 Tonnen gefördert. Im Jahr 1913 erneuter Anstieg der Zahlen, mit 1036 Bergleuten wurden über 254.000 Tonnen Steinkohle gefördert. Im Jahr 1915 sanken sowohl die Belegschaftszahlen als auch die Förderung, es wurden mit 705 Bergleuten 178.801 Tonnen gefördert. 1920 stieg die Belegschaft auf 1055 Bergleute an, es wurden 193.909 Tonnen gefördert. Die höchste Belegschaftsstärke hatte das Bergwerk mit 1536 Bergleuten im Jahr 1925. In diesem Jahr wurden 376.118 Tonnen gefördert. 1926 wurden mit 1394 Bergleuten 418.394 Tonnen Steinkohle gefördert, dies war die höchste Förderung in der gesamten Bergwerksgeschichte. Die letzten Zahlen stammen aus dem Jahr 1928, mit 953 Beschäftigten wurden 282.827 Tonnen Steinkohle gefördert. Für den Versand der geförderten Kohle wurde 1872 eine Anschlussbahn an die südlich vorbeiführende Strecke Bochum – Dortmund der Bergisch-Märkischen Eisenbahn-Gesellschaft (BME) in Betrieb genommen. Die Verbindung an die nördlich vorbeiführende Strecke Bochum-Nord – Dortmund-Süd der Rheinischen Eisenbahn-Gesellschaft (RhE) wurde mit ihrer Fertigstellung am 19. November 1874 hergestellt.

## Spurensuche
Die Schachtanlagen der Zeche Caroline sind restlos verschwunden, da das Areal heute zur Zentralmülldeponie Kornharpen gehört (deren Betriebsgebäude befinden sich an der Kornharpener Straße ungefähr dort, wo einst die Übertageanlagen standen). Lediglich der Karolinenbach erinnert an den Standort des Bergwerks.